# Zhang Shichuan
Zhang Shichuan (Wade-Giles, ''Chang Shih-ch'uan''; Ningbo, Zhejiang, 1 de enero de 1890 - 8 de julio de 1954, fue un empresario chino, director y productor de cine, considerado el padre fundador del cine chino. Él y Zheng Zhengqiu hicieron el primer largometraje chino, Una pareja difícil, en 1913, y cofundaron la Mingxing (Star) Film Company en 1922, que se convirtió en la compañía de producción cinematográfica más grande de China bajo el liderazgo de Zhang.
Zhang dirigió alrededor de 150 películas en su carrera, incluidas El amor del trabajador (1922), la película china más antigua que se conserva; El huérfano rescata a su abuelo (1923), uno de los primeros éxitos chinos de taquilla; El incendio del Templo del Loto Rojo (1928), la primera película de artes marciales; y Cantando la canción de la niña de la peonía roja (1931), la primera película sonora china.
Después de la destrucción del estudio de Mingxing por los bombardeos japoneses durante la Batalla de Shanghái de 1937, Zhang Shichuan hizo películas para la China United Film Production Company (Zhonglian) en la Shanghái ocupada por Japón, lo que generó acusaciones de traición tras la rendición de Japón en 1945. Nunca se recuperó de la humillación y murió en 1954.

## Primeros años
Su nombre de nacimiento era Zhang Weitong (张伟 通). Nació en Beilun, Ningbó, provincia de Zhejiang. Shichuan era su nombre de cortesía, originalmente escrito con el sinograma 蚀 川. Su padre Zhang Heju (张 和 巨) era un pequeño comerciante de gusanos de seda. Su padre murió cuando Zhang tenía 16 años, y tuvo que abandonar la escuela y mudarse a Shanghái para vivir con su tío materno Jing Runsan (经 润,), un comprador exitoso. En Shanghái, trabajaba en la Huayang Company de propiedad estadounidense durante el día y estudiaba inglés por la noche.

## Primeros negocios
En 1913, Yashell y Suffert, dos estadounidenses residentes en Shanghái que habían adquirido la  Asia Film Company, pidieron a Zhang que fuera su asesor. A pesar de su falta de experiencia en el cine, Zhang se hizo cargo de las responsabilidades laborales de la empresa. Buscó la ayuda de Zheng Zhengqiu, un conocido dramaturgo, y ambos cofundaron la Xinmin (新民) Film Company, para hacer una película para la Asia Film Company. Pronto hicieron el primer largometraje chino, Una pareja difícil, en 1913. Sin embargo, Xinmin y Asia cerraron cuando se cortó el suministro de películas alemanas después del estallido de la Primera Guerra Mundial. Cuando murió su tío, su tía le pidió a Zhang que administrara el parque de atracciones familiar New World.
En 1916, Zhang fundó la Huanxian (Fantasy) Film Company, cuando las películas estadounidenses se hicieron disponibles en Shanghái, y realizó la película Víctimas del opio, una adaptación de una obra teatral. Pero la compañía pronto cerró, y Zhang volvió a administrar el parque de atracciones, el cual fue vendido en 1920.

## Mingxing Film Company
En 1922, Zhang y su antiguo compañero Zheng Zhengqiu, junto con Zhou Jianyun (周剑云), Zheng Zhegu (郑 鹧鸪) y Ren Jinping (任 矜 萍) fundaron la Mingxing (Star) Film Company. Como empresario de influencia occidental, la principal prioridad de Zhang era el beneficio, que difería del de Zheng Zhengqiu, un dramaturgo de una familia aristócrata que enfatizaba el papel del cine en la reforma social y la iluminación moral. Las primeras películas de la compañía, como El Rey de la Comedia visita Shanghái (1922), fueron principalmente orientadas al entretenimiento, pero Zhang también dirigió películas moralistas de Zheng como El huérfano rescata a su abuelo (1923), que fue un éxito de taquilla. Cuando El incendio del Templo del Loto Rojo (1928) de Zhang Shichuan se convirtió en un éxito fenomenal, produjo hasta 17 secuelas en los siguientes tres años. La película marcó el comienzo del muy popular género de cine de artes marciales, y muchos estudios se apresuraron a hacer películas similares. 
En 1928, Mingxing se convirtió en una compañía accionarial limitada y se registró en el gobierno para vender acciones al público. Durante sus 17 años de existencia, Zhang desempeñó funciones de gerente general y director de la compañía. Bajo su liderazgo, se convirtió en la compañía de producción cinematográfica más grande de China. En colaboración con Hong Shen, Zhang dirigió Cantando la canción de la niña de la peonía roja en 1931, la primera película china de cine sonoro (aunque era sonido sobre disco, no sonido sobre película).
A principios de la década de 1930, la invasión de Manchuria por parte de Japón y la Batalla de Shanghái (1932) produjeron una sensación de crisis nacional en China. Mingxing hizo un giro izquierdista bajo la dirección de Zhang. Contrató a varios escritores de izquierdas, que escribieron guiones para películas como El mercado de la ternura (1933) y Dinero afortunado (1937).
En agosto de 1937, estalló la Batalla de Shanghái, y el Ejército Imperial Japonés ocupó Shanghái (excepto las concesiones extranjeras) después de meses de lucha. El Mingxing Studio fue destruido por los bombardeos japoneses en la batalla. Zhang rescató algunos equipos y se unió a la Guohua Film Company, pero nunca pudo revivir a Mingxing.

## Ocupación japonesa y secuelas
Con el estallido de la Guerra del Pacífico (1937-1945) en 1941, los japoneses se hicieron con la Concesión Internacional de Shanghái, que había estado bajo control británico y estadounidense, y combinaron los estudios cinematográficos restantes de Shanghái con la Zhonglian (China United) Film Production Company. Zhang trabajó para la compañía controlada por Japón como gerente y director.
Después de la rendición de Japón al final de la Segunda Guerra Mundial, Zhang fue acusado de traición por haber trabajado para los japoneses, pero no fue oficialmente acusado. Trabajó brevemente en Hong Kong para la Great China Film Company, y en Shanghái para la Datong Film Company, pero nunca se recuperó de la etiqueta humillante de traidor. Murió en Shanghái en 1954, a los 64 años.

## Legado
Zhang Shichuan es considerado uno de los padres fundadores del cine chino. Dirigió alrededor de 150 películas en su carrera, incluyendo Una pareja difícil (1913), el primer largometraje chino; El amor del trabajador (1922), la película china más antigua que se conserva; El huérfano rescata a su abuelo (1923), uno de los primeros éxitos chinos de taquilla; El incendio del Templo del Loto Rojo  (1928), la primera película de cine de artes marciales que comenzó un género enormemente popular; y Cantando la canción de la niña de la peonía roja (1931), la primera película de cine sonoro de China.
Bajo el liderazgo de Zhang, Mingxing fue el estudio cinematográfico más grande e influyente de China. Muchos directores y escritores altamente influyentes, incluidos Hong Shen, Cheng Bugao, Xia Yan, Ouyang Yuqian, Shen Xiling, Cai Chusheng y Yang Hansheng, comenzaron o desarrollaron sus carreras en Mingxing.

## Filmografía seleccionada
Como director
- Thieves on Trial (1913)
- A Funny Love Affair (1913)
- Una pareja difícil (1913)
- Bride Meets Ghost (1913)
- Victims of Opium (1916)
- El amor del trabajador (1922)
- Zhang Xinsheng (film)|Zhang Xinsheng (1922)
- King of Comedy Visits China (1922)
- An Orphan Rescues His Grandpa (1923)
- The Poor Children (1924)
- Love and Vanity (1924)
- The Death of Yuli (1924)
- A Sincerely Pitiful Girl (1925)
- A Lesser Friend (1925)
- The Last Conscience (1925)
- The Unknown Hero (1926)
- A Shanghai Woman (1926)
- The Lonely Orchid (1926) (2 partes)
- He Wants to Have a Baby (1926)
- A Good Guy (1926)
- Ma Yongzhen From Shandong (1927)
- El incendio del Templo del Loto Rojo (1928–31) (16 partes)
- The Young Mistress' Fan (1928)
- White Cloud Pagoda (1928)
- The Revengeful Man (1928) (2 partes)
- The Luoyang Bridge]] (1928)
- Love Story on Classmates (1928)
- Divorce (1928 film)|Divorce (1928)
- Dad Loves Mom (1929)
- Cosmetics of Market (1933)
- Bible for Girls (1934)
- Red Begonia (1936)
- Dr. Li and Miss Tang (1939)
- The West Chamber (1940 film)|The West Chamber (1940)